# Apatura recidiva
Apatura recidiva är en fjärilsart som beskrevs av Hans Ferdinand Emil Julius Stichel 1908. Apatura recidiva ingår i släktet Apatura och familjen praktfjärilar. Inga underarter finns listade i Catalogue of Life.